# 威廉斯堡 (科羅拉多州)
威廉斯堡（英語：Williamsburg）位於美国科羅拉多州弗里蒙特縣（Fremont County），根據2000年的人口普查，當地只有714人。
位於北纬38°23′1″，西经105°9′37″，總面積達10.5平方公里，全为土地。
威廉斯堡的714人中，有93.14%為白人, 0.14%為黑人，1.40%為印第安人, 0.28%為亞洲人。
威廉斯堡的235個家庭中，有199個位於城鎮中。